# Heròdot (cràter)

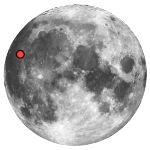
Localització sobre el globus lunar

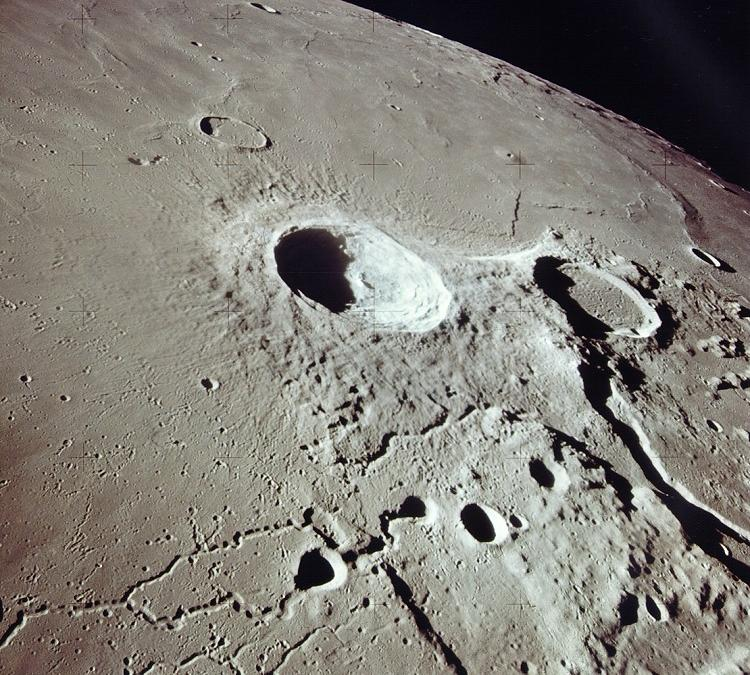
Fotografia de la missió Apol·lo 15

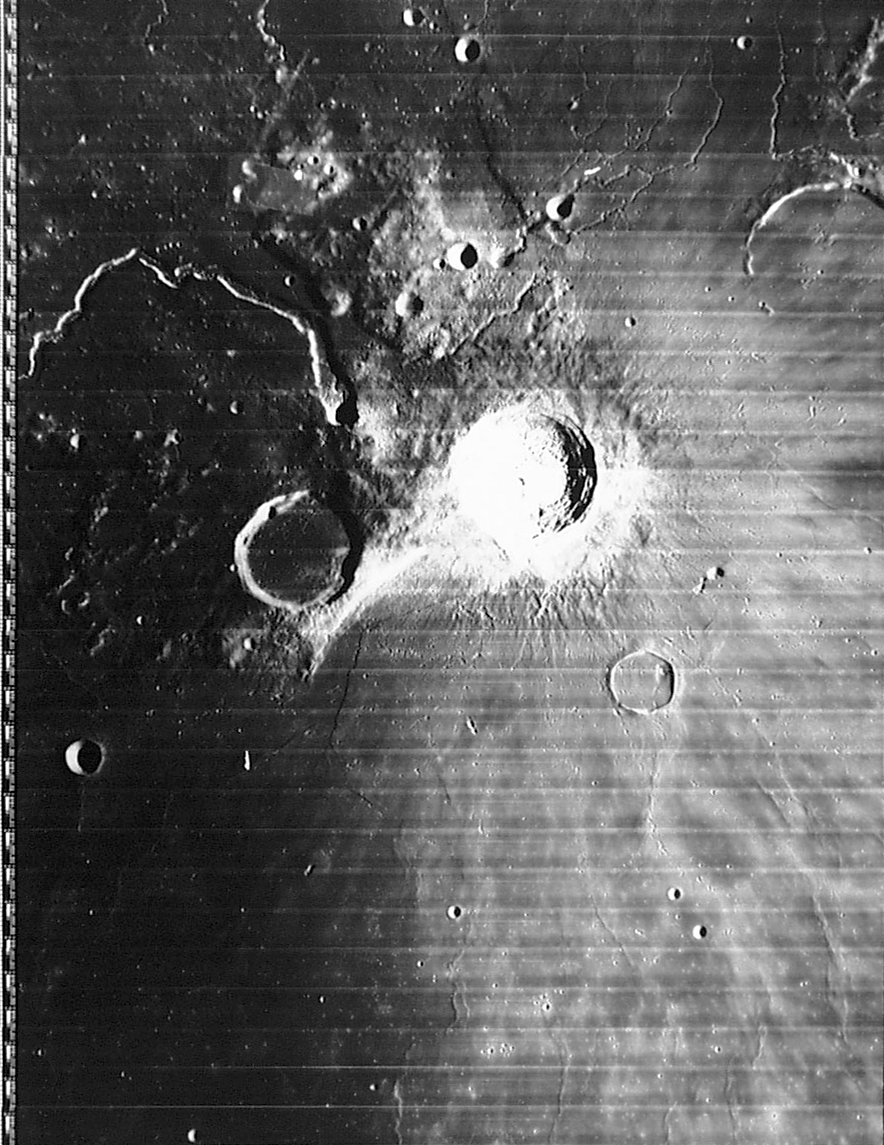
Cràters Herodotus (esquerra) i Aristarc

Heròdot és un cràter d'impacte lunar situat en un altiplà baix situat enmig de l'Oceanus Procellarum. A l'est apareix el cràter lleugerament més gran Aristarc. A través de la mar lunar cap a l'oest es troba Schiaparelli. Gairebé al sud, en la superfície de la mare es localitza un solitari dom designat Heròdot Omega (ω).
El cràter Heròdot té una vora lleugerament irregular i estreta, amb una aparença una mica oblonga a causa de l'escorç. El sòl interior ha estat inundat per la lava, amb menor albedo que el seu més brillant i prominent veí Aristarc. Un petit cràter se solapa a la vora en el seu costat nord-oest, encara que la paret externa apareix bastant intacta. No obstant això, el brocal és inusualment prim en relació amb la seva grandària.

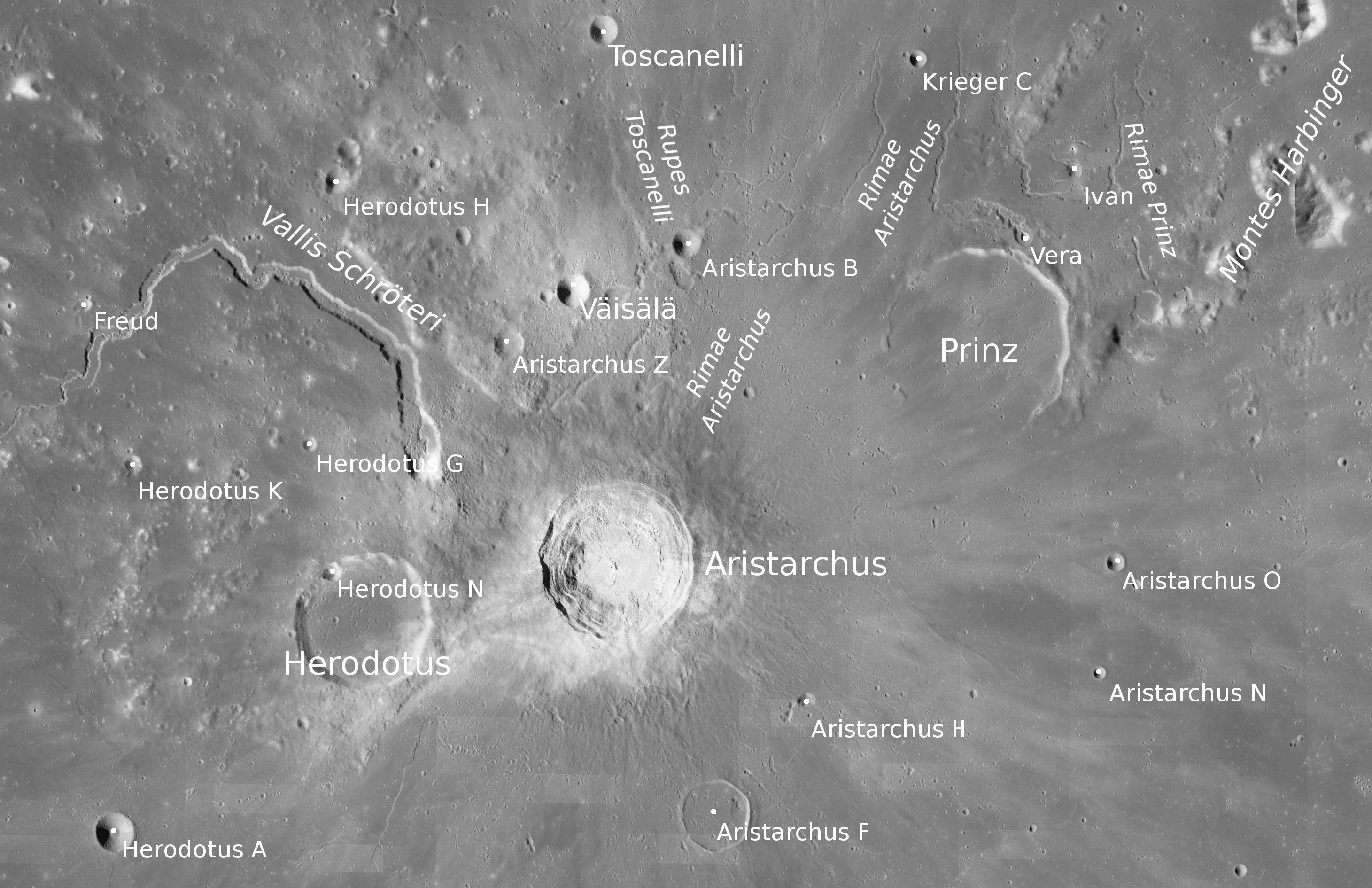
Fotografia de la missió Lunar Reconnaissance Orbiter

Al nord de Heròdot s'hi troba l'inici de la Vallis Schröteri, una vall que té una longitud de 160 quilòmetres i una profunditat màxima de gairebé un quilòmetre. Comença en un petit cràter a uns 40 km al nord del brocal de Heròdot, després serpeja a través de la superfície cap al nord, abans de girar al nord-oest i finalment al sud-oest per precipitar-se contra la vora de l'altiplà sobre el qual es troba Heròdots. La vall és més ampla a la zona del cràter que en altres llocs, la qual cosa li ha valgut a aquesta zona el sobrenom del "Cap de Cobra".

## Cràters satèl·lit
Per convenció aquests elements s'identifiquen en els mapes lunars col·locant la lletra en el costat del punt central del cràter que està més proper a Heròdot.
|         | \| Heròdot \| Coordenadaes \| Diàmetre \| \| ------- \| ------------------------------------ \| -------- \| \| A \| 21° 30′ N, 52° 00′ O / 21.5°N,52.0°O \| 10 km \| \| B \| 22° 36′ N, 55° 24′ O / 22.6°N,55.4°O \| 6 km \| \| C \| 21° 54′ N, 55° 00′ O / 21.9°N,55.0°O \| 5 km \| \| E \| 29° 30′ N, 51° 48′ O / 29.5°N,51.8°O \| 48 km \| \| G \| 24° 42′ N, 50° 12′ O / 24.7°N,50.2°O \| 4 km \| \| H \| 26° 48′ N, 50° 00′ O / 26.8°N,50.0°O \| 6 km \| \| K \| 24° 30′ N, 51° 54′ O / 24.5°N,51.9°O \| 5 km \| \| L \| 26° 06′ N, 53° 12′ O / 26.1°N,53.2°O \| 4 km \| \| N \| 23° 42′ N, 50° 00′ O / 23.7°N,50.0°O \| 4 km \| \| R \| 27° 18′ N, 53° 54′ O / 27.3°N,53.9°O \| 4 km \| \| S \| 27° 42′ N, 53° 24′ O / 27.7°N,53.4°O \| 4 km \| \| T \| 27° 54′ N, 53° 48′ O / 27.9°N,53.8°O \| 5 km \| |          |
| Heròdot | Coordenadaes | Diàmetre |
| A       | 21° 30′ N, 52° 00′ O / 21.5°N,52.0°O | 10 km    |
| B       | 22° 36′ N, 55° 24′ O / 22.6°N,55.4°O | 6 km     |
| C       | 21° 54′ N, 55° 00′ O / 21.9°N,55.0°O | 5 km     |
| E       | 29° 30′ N, 51° 48′ O / 29.5°N,51.8°O | 48 km    |
| G       | 24° 42′ N, 50° 12′ O / 24.7°N,50.2°O | 4 km     |
| H       | 26° 48′ N, 50° 00′ O / 26.8°N,50.0°O | 6 km     |
| K       | 24° 30′ N, 51° 54′ O / 24.5°N,51.9°O | 5 km     |
| L       | 26° 06′ N, 53° 12′ O / 26.1°N,53.2°O | 4 km     |
| N       | 23° 42′ N, 50° 00′ O / 23.7°N,50.0°O | 4 km     |
| R       | 27° 18′ N, 53° 54′ O / 27.3°N,53.9°O | 4 km     |
| S       | 27° 42′ N, 53° 24′ O / 27.7°N,53.4°O | 4 km     |
| T       | 27° 54′ N, 53° 48′ O / 27.9°N,53.8°O | 5 km     |

Els següents cràters han estat canviats el nom pel UAI:
- Heròdot D — Vegeu Raman.